# 新加坡文華東方酒店

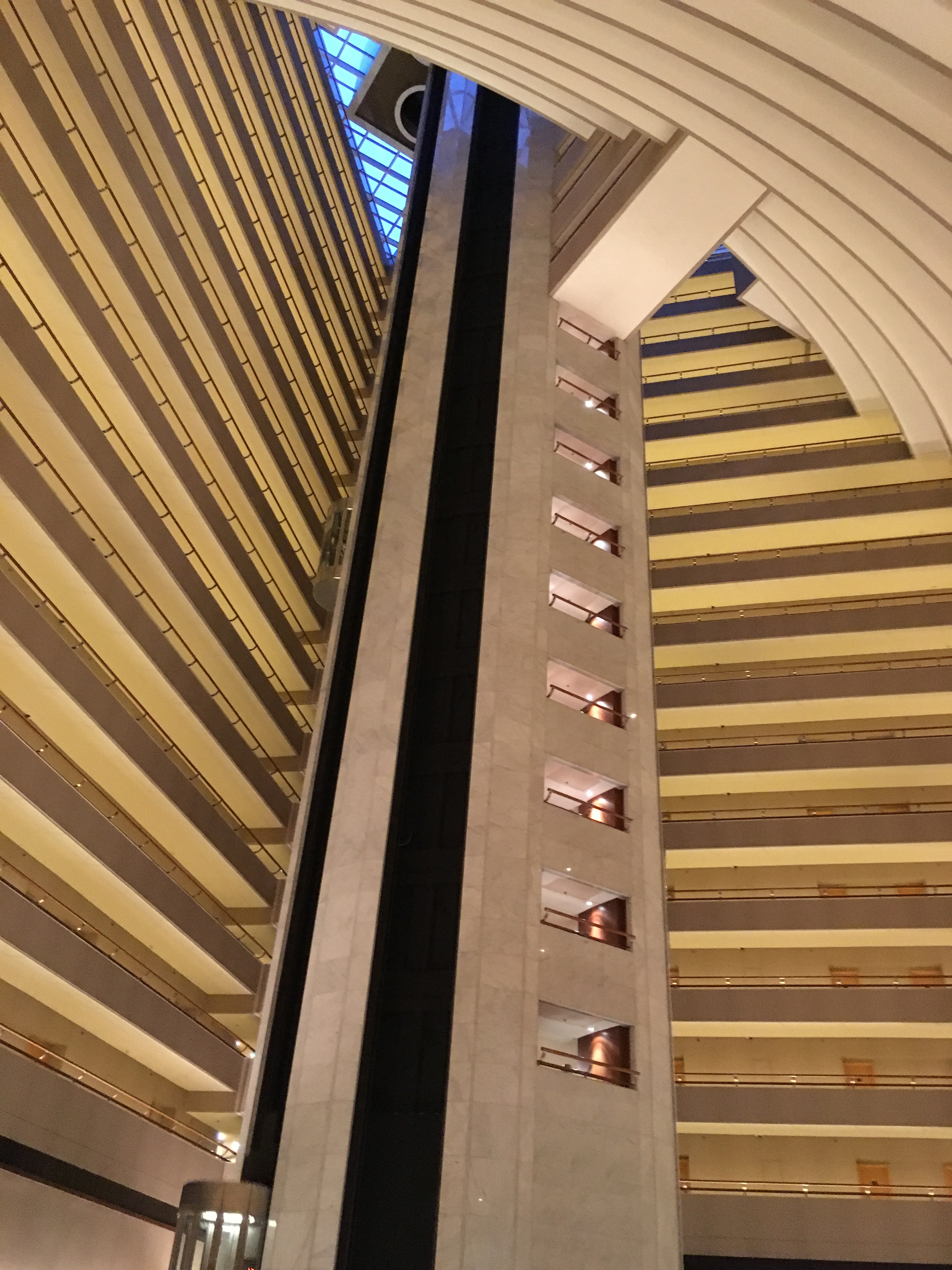
酒店中庭

新加坡文華東方酒店（Mandarin Oriental, Singapore），前身是新加坡的東方酒店（The Oriental, Singapore），現為文華東方酒店集團的成員。新加坡文華東方酒店是一間國際五星級酒店，位於新達城會議中心（Suntec City）區。俯視濱海灣，位處濱海廣場（Marina Square）。鄰近新加坡美術館及政府大廈地鐵站。

## 外部参考
- 新加坡文華東方酒店官方網址 （页面存档备份，存于）